# 天降財神 (1996年電視劇)
《天降財神》（英語：Money Just Can't Buy）是香港電視廣播有限公司拍攝製作的時裝劇集，全劇共20集，監製蕭顯輝。

## 故事大綱
天上財神堅持金錢在凡間是萬能，更與相信「情比金堅」的壽星打賭，要改變凡人楊西就 ( 郭晉安飾 ) 對金錢的看法，使他信服「金錢是萬能的」。 財神來到凡間化身為十三叔楊濟才 ( 歐陽震華飾 ) 以千萬家財引誘西就，可惜西就個性忠直，意志未有動搖，濟才窮盡所有方法皆不能令他改變，頓感無奈。
當時西就為女友Carman（滕麗明飾）所拋棄，大受打擊，幸得富家女林琳 ( 徐濠縈飾 ) 不斷鼓勵扶持，重新振作，二人最後更共墮愛河。可是在情敵Ben的設計陷害下，琳對這份感情開始動搖。後來琳發現Ben原來一直在出賣公司，與Ben糾纏下不幸從樓梯上摔下死亡，西就為救女友求上天願以一命換一命，琳在醫院一波三折，一年後終甦醒過來。
另一方面，濟才結識了美艷模特兒歐陽貞德  ( 陳妙瑛飾 )，貞德本為貪濟才的錢，後發現自己已動真情，濟才更因酒醉與貞德發生關係，犯上仙界大忌，失去法力並流落凡間。後貞德發現自己已經懷孕，此時眾仙找到濟才欲帶其回天受罰，王母娘娘為之感動，寬鬆濟才返回天宮的期限，濟才於最後幾天跟貞德了卻未完心事，終返天接受囚禁一年的刑罰，後王母娘娘承諾他若幫助西就之敵人福祿壽三全，即可返回仙界歸位，究竟濟才會否因為一己之私，而對付西就？而濟才最後又是否能跟妻兒團聚呢？

## 演員表
- 歐陽震華 飾 財神/十三叔/楊濟才
- 郭晉安 飾 楊西就
- 陳妙瑛 飾 歐陽貞德
- 徐濠縈 飾 林　琳
- 滕麗明 飾 岑嘉文
- 曹　濟 飾 楊　坤
- 張錦程 飾 李萬佳
- 白　茵 飾 區玉芬
- 鄧煜榮 飾 旺　叔
- 夏韶聲 飾 楊東成
- 梁詠琳 飾 馬寶珠
- 凌　漢 飾 睇相佬
- 陳狄克 飾 壽星公
- 李桂英 飾 觀　音
- 黃一飛 飾 正衰神
- 黃文標 飾 二郎神
- 陳勉良 飾 拾荒者
- 麥嘉倫 飾 Alex
- 艾　威 飾 Simon
- 唐葳娜 飾 Ada
- 梁照豪 飾 報導員
- 梁建平 飾 福　星/祿　星
- 吳永昭 飾 燒肉佬
- 馮嘉成 飾 童年就
- 方　傑 飾 Calvin
- 黃天鐸 飾 周　生
- 博　君 飾 John
- 孫大龍 飾 Peter
- 何美好 飾 Mary
- 黃𨥈瑩 飾 張妙妙
- 黃振寧 飾 Bellboy
- 陳中堅 飾 董事長
- 陳向瑩 飾 Jenny
- 虞天偉 飾 精品店老闆
- 雷穎怡 飾 Eva
- 李志偉 飾 職　員
- 李慧萍 飾 女學生
- 何浩源 飾 林公子
- 何文生 飾 Bellboy
- 黎秀英 飾 嬸
- 羅立勤 飾 男　人
- 黃建峰 飾 管　房
- 李　穎 飾 Jenny
- 鄧汝超 飾 經　理
- 呂劍光 飾 昌　叔
- 吳列華 飾 花店老板/鍾　太
- 廖麗麗 飾 英　姐
- 黃天鐸 飾 Ivan
- 陸婉芬 飾 Emily
- 秦　煌 飾 林　希
- 馬菁宜 飾 張人鳳
- 王翠玉 飾 阿　蓮
- 黃成想 飾 阿　富
- 黃　新 飾 光　叔
- 呂劍光 飾 昌　叔
- 余　明 飾 老　人
- 戴少民 飾 Raymond
- 鄭家生 飾 阿　棠
- 游　飈 飾 酒　保
- 陳國權 飾 酒　保
- 陳紹華 飾 酒　客/大　漢
- 邵卓堯 飾 酒　客
- 海俊傑 飾 鮑永聰
- 陳鳳冰 飾 小甜甜
- 伍文生 飾 Bell Boy
- 羅君左 飾 廟　祝
- 陳燕航 飾 Brenda
- 孫季卿 飾 管　工
- 郭卓樺 飾 Andy
- 梁俊傑 飾 舖　主
- 馮瑞珍 飾 曾師奶
- 邵玉嬋 飾 馮師奶
- 彭美嫦 飾 阿　婆
- 黃德仁 飾 大　漢
- 歐陽燕萍 飾 師　奶
- 郭家俊 飾 失業漢
- 劉永普 飾 花店顧客
- 伍慧珊 飾 花店顧客
- 黃煒林 飾 標/工　人
- 黃仲匡 飾 強/工　人
- 許實賢 飾 明/工　人
- 薛純基 飾 判　頭/基　哥
- 羅雪玲 飾 強　妻
- 黃清榕 飾 Fanny
- 周　凌 飾 師　奶
- 游潔冰 飾 師　奶
- 蓋世寶 飾 旅行社職員
- 方　萍 飾 垃圾婆
- 鍾潔怡 飾 Linda
- 高天鳳 飾 師　奶
- 李智銳 飾 Pub老板
- 曾建明 飾 Leo
- 鍾潔怡 飾 Linda
- 王維德 飾 Edde
- 劉慶麗 飾 洗頭妹
- 黃凱詩 飾 收　銀
- 鄭玉儀 飾 女售貨員
- 蔡國偉 飾 外　勞
- 鄒世良 飾 外　勞
- 馬德鐘 飾 Vincent
- 湯盈盈 飾 Ada
- 劉永健 飾 David
- 羅　蘭 飾 王母娘娘
- 蔣　克 飾 金　童
- 可　心 飾 玉　女
- 王偉樑 飾 記　者/追擊報導員
- 王維德 飾 Eddie
- 康　華 飾 Amy
- 楊子韜 飾 岑國超
- 沈寶思 飾 Anson
- 何偉圖 飾 Bobby
- 飾 Helen
- 石　 飾 醫　生
- 孫恩明 飾 Amy男友
- 湯俊明 飾 CID
- 沈星銘 飾 CID
- 盧　剛 飾 CID
- 盧慶輝 飾 CID
- 張漢斌 飾 CID
- 梁雪湄 飾 Mary

## 電視節目的變遷
| 香港無綫電視翡翠台 星期一至五 19:05-20:00 時段 | 香港無綫電視翡翠台 星期一至五 19:05-20:00 時段 | 香港無綫電視翡翠台 星期一至五 19:05-20:00 時段 |
| ---------------------------------------------- | ---------------------------------------------- | ---------------------------------------------- |
|                                                | 天降財神 (1996.05.06 - 1996.05.31)             |                                                |
| 聊齋 (1996.03.18 - 1996.05.03)                 | 盞鬼老豆 (1996.06.03 - 1996.06.21)             |                                                |